# Peñarroya de Tastavins

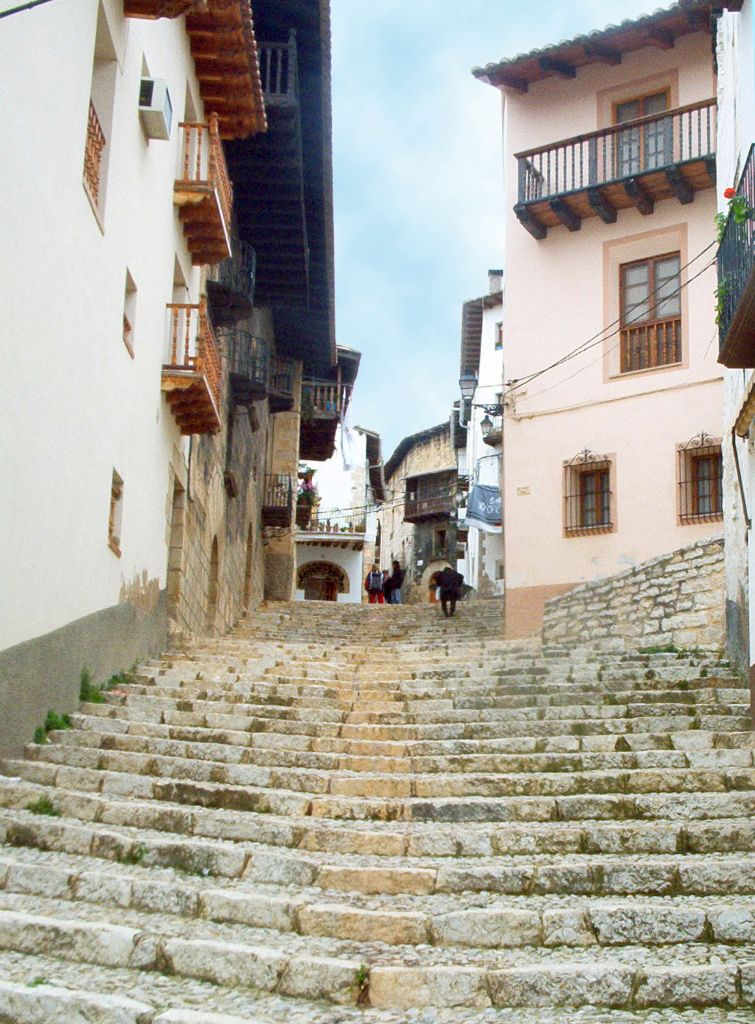
Treppenstraße

Peñarroya de Tastavins (katalanisch: Pena-roja de Tastavins) ist eine spanische Gemeinde in der Provinz Teruel der Autonomen Region Aragón. Sie liegt rund 19 Kilometer südwestlich von Valderrobres am Oberlauf des Río Tastavins in der Comarca Matarraña (Matarranya) im überwiegend katalanischsprachigen Gebiet der Franja de Aragón. Sie ist Teil der Mancomunitat de la Taula del Sénia. 2024 hatte die Gemeinde 460 Einwohner.

## Einwohnerentwicklung
| 2001 | 2006 | 2011 | 2013 |
| ---- | ---- | ---- | ---- |
| 522  | 488  | 509  | 480  |

## Sehenswürdigkeiten

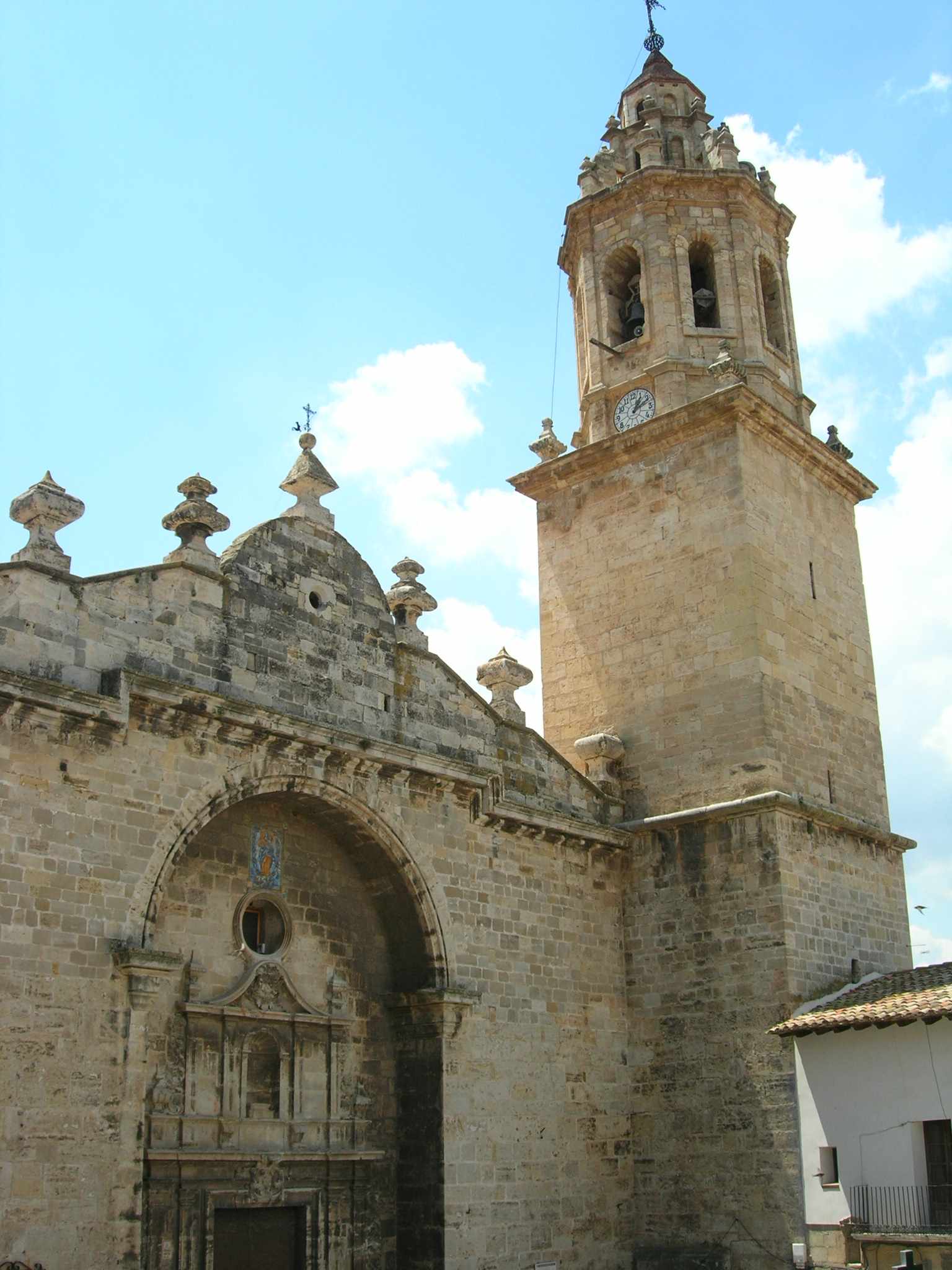
Kirche Santa María la Mayor

- Denkmalgeschützte Barockkirche Santa María la Mayor
- Kirche Virgen de la Fuente
- Museum Dinópolis u. a. mit Saurierfunden
- Ethnologische Museum Lo Masmut